# 馬瑞彩
馬瑞彩（國頭按司正彌，1591年—1635年）是琉球國第二尚氏王朝時期人物。他是國頭按司正影之子。馬氏國頭按司第六代，領有國頭間切總地頭。
據《中山世譜》附卷記載，1614年（萬曆四十二年），馬瑞彩被派往薩摩作人質。次年，爆發大坂夏之陣，島津家久奉德川家康之命前往征討豐臣秀賴。馬瑞彩請求從軍，島津家久即命馬瑞彩梳日本武士髮髻，改名「國頭左馬守」，賜甲一、具足一、大刀一、脇指一、鐵鉋二、鞍一、鐙一、轡一，並授與他兵卒。行至中途，得知豐臣秀賴已被攻滅，隨家久返回鹿兒島。1616年回到琉球。崇禎八年八月一日病逝，享年45歲。
因馬瑞彩曾被島津家久賜名「國頭左馬守」，因此他也被稱為「左馬頭」。

## 家族
- 父：國頭按司正影

- 子：
  - 長子：馬國隆（國頭按司正則）
  - 次子：馬國珍（新城親方正陳）
  - 三子：馬氏高安親雲上